# Crassonotidae
A Crassonotidae a porcos halak (Chondrichthyes) osztályának és a szürkecápa-alakúak (Hexanchiformes) rendjének egyik fosszilis családja.

## Rendszerezés
A családba az alábbi 4 fosszilis nem tartozik:
- Crassodontidanus Kriwet & Klug, 2011 - 2 faj; típusnem
- Notidanoides Maisey, 1986 - 1 faj
  - Notidanoides muensteri Agassiz, 1843
- Notidanus G. Cuvier, 1816 - 4 faj
- Pachyhexanchus Cappetta, 1990 - 1 faj
  - Pachyhexanchus pockrandti Ward & Thies, 1987

## Fordítás
- Ez a szócikk részben vagy egészben  a   Crassonotidae című angol Wikipédia-szócikk ezen változatának fordításán alapul.  Az eredeti cikk szerkesztőit annak laptörténete sorolja fel. Ez a jelzés csupán a megfogalmazás eredetét és a szerzői jogokat jelzi, nem szolgál a cikkben szereplő információk forrásmegjelöléseként.